# History of the moving picture
History of the moving picture er en dansk eksperimentalfilm fra 1990, der er instrueret af Rhea Leman.

## Handling
Menneskene, byen og den kultur der har så meget, men føles så tom. Over en 3-dages periode oplever fire venner en serie af absurde hændelser, der forandrer deres liv. Med en blanding af dialog og dans, humor og alvor, fantasi og virkelighed, skaber filmen en atmosfære af forvirring, ensomhed og behov for noget at tro på.